# Joachim Meisner
Joachim Meisner (1933 – 2017) là một hồng y người Đức, hồng y của Giáo hội Công giáo Rôma, Nguyên Tổng giám mục Tổng giáo phận Koln từ năm 1983 đến năm 2014.

## Tiểu sử
Hồng y Meisner sinh ngày Giáng sinh, 25 tháng 12 năm 1933 tại phía Nam Slesia, thuộc Đức (nay thuộc lãnh thổ Ba Lan). Năm 1945, gia đình cậu bé Meisner đến vùng Thueringen Đông Đức để tị nạn.
Thầy Meisner được phong chức phó tế vào ngày 8 tháng 4 năm 1962 và sau đó thụ phong chức vụ linh mục vào ngày 22 tháng 12 năm 1962, thuộc linh mục đoàn giáo phận Erfurt. Sau thời gian tu học thêm, ba năm sau, vị Tân linh mục nhận văn bằng tiến sĩ thần học tại Đại học giáo hoàng Gregoriana ở Roma.
Ngày 17 tháng 3 năm 1975, Tòa Thánh công bố bổ nhiệm linh mục Meisner làm giám mục Phụ tá giáo phận Erfurt, giám mục Hiệu tòa Vina. Lễ Tấn phong cho Tân giám mục diễn ra ngay sau đó vào ngày 17 tháng 5 cùng năm. Ngày 22 tháng 4 năm 1980, Giám mục Meisner được bổ nhiệm làm giám mục chính tòa giáo phận Berlin. Ông đến nhận giáo phận này vào ngày 17 tháng 5. Giáo phận Berlin lúc đó bao gồm cả khu vực Đông và Tây Berlin, có diện tích 30 000 km², giáo phận này bị chia đôi trong thời kì nước Đức phân tranh. Giáo phận lúc ấy ước chừng có 1.200.000 giáo dân Công giáo trên tổng số 8 triệu người Tin lành.
Ngày 2 tháng 2 năm 1983, Giáo hoàng Gioan Phaolô II vinh thăng cho giám mục Berlin làm Hồng y. Sau đó, ngày 20 tháng 12 năm 1988, hồng y Meisner được Tòa Thánh bổ nhiệm làm Tổng giám mục chính tòa Tổng giáo phận Koln, giáo phận lớn nhất tại Đức. Ông chính thức nhận giáo phận này ngày 12 tháng 2 năm 1989.
Ngày 28 tháng 2 năm 2014, Tòa Thánh chấp nhận đơn về hưu của Hồng y Meisner. Trong những vấn đề phức tạp của Giáo hội, Hồng y Meisner là 1 trong 4 Hồng y xin Giáo hoàng Phanxicô giải nghĩa những nghi vấn đề Tông Huấn ”Niềm vui yêu thương” (Amoris laetitia) của Giáo hoàng này.
Rạng sáng ngày 5 tháng 7 năm 2017, hồng y Meisner từ trần, thọ 84 tuổi.